# Jack Senga-Ngoyi
Jack Michel Dasquela Senga-Ngoyi (27 januari 2004) is een Belgisch voetballer die door Reading FC wordt uitgeleend aan Ayr United.

## Clubcarrière
Senga-Ngoyi werd in augustus 2021 door Reading FC kort uitgeleend aan Maidenhead United FC. De Belg speelde vier competitiewedstrijden voor de club in de National League en keerde nadien terug naar Reading, waar hij dat seizoen in de Premier League 2, de Engelse beloftencompetitie, speelde. In maart 2022 ondertekende hij zijn eerste profcontract bij Reading, waardoor hij tot medio 2024 aan de club verbonden was.
Op 8 mei 2022 maakte Senga-Ngoyi zijn officiële debuut in het eerste elftal van Reading: op de slotspeeldag van de Championship liet interim-trainer Noel Hunt hem in de 2-0-nederlaag tegen Huddersfield Town ruim twintig minuten voor tijd invallen. Op 29 augustus 2023 kreeg hij zijn eerste basisplaats: in de League Cup-wedstrijd tegen Ipswich Town, die Reading uiteindelijk na strafschoppen verloor, werd hij na 66 minuten gewisseld voor Charlie Savage. Savage was een van de twee Reading-spelers die tijdens de strafschoppenserie faalden vanop de stip.
Op 1 september 2023 kondigde Reading aan dat Senga-Ngoyi tot januari 2024 verhuurd zou worden aan de Schotse tweedeklasser Ayr United.